# دان كوتس
دانيل راي كوتس (بالإنجليزية: Daniel Coats) سياسي أمريكي ودبلوماسي والمدير الخامس للاستخبارات الوطنية الأمريكية، خدم سابقاً كسناتور عن ولاية إنديانا من العام 1989 وحتى العام 1999 وأعيد انتخابه مره أخرى لنفس المنصب في العام 2011 وحتى العام 2017 كما خدم كسفير الولايات المتحدة في جمهورية ألمانيا الاتحادية ،كان عضواً بمجلس النواب الأمريكي من العام 1981 وحتى العام 1989، خدم كوتس في لجنة الاستخبارات ولجنة القوات المسلحة أثناء فترة خدمته بمجلس الشيوخ الأمريكي.

## نشأته
ولد في جاكسون، ميشيغان وتخرج من كلية ويتون في إلينوي وكلية روبرت مكيني للقانون في جامعة إنديانا، خدم في القوات البرية الأمريكية من العام 1966 وحتى 1968. وفي عام 1988 تم تعيينه لشغل منصب السناتور دان كوايل في مجلس الشيوخ واستمر لمدة عامين في منصبه إلى أن تم انتخابه في عام 1990 لاستكمال الفترة حتى عام 1992. وفي عام 1992 فاز بانتخابات مجلس الشيوخ الأمريكي عن ولاية إنديانا لفترة تستمر ستة أعوام.
وبعدما تقاعد من مجلس الشيوخ خدم كسفير للولايات المتحدة في ألمانيا لمدة أربعة أعوام (2001-2005) ومن ثم أعيد انتخابه مره أخرى لمجلس الشيوخ في العام 2010 وحتى نهاية فترته الانتخابيه في العام 2016.
في يوم الخامس من يناير 2017, أعلن الرئيس المنتخب دونالد ترامب ترشيح دان كوتس لشغل منصب مدير الاستخبارات الوطنية الأمريكية ليخلف الفريق جيمس كلابر. وأقر مجلس الشيوخ التعيين ليتولي كوتس مهام منصبه في 16 مارس 2017.

## حياته الشخصية
تعرف على زوجته الحالية مارشا كوتس خلال الجامعة حيث نشطا معاً في مجال القضايا الخيرية بما في ذلك مؤسسة التجديد الأمريكية التي قاما بتأسيسها معاً. لديهما ثلاثة من الأبناء وثمانية أحفاد.

## روابط خارجية
- دان كوتس على موقع IMDb (الإنجليزية)
- دان كوتس على موقع الموسوعة البريطانية (الإنجليزية)
- دان كوتس على موقع مونزينجر (الألمانية)
- دان كوتس على موقع إن إن دي بي (الإنجليزية)